# Hestiasula rogenhoferi
Hestiasula rogenhoferi är en bönsyrseart som beskrevs av Henri Saussure 1872. Hestiasula rogenhoferi ingår i släktet Hestiasula och familjen Hymenopodidae. Inga underarter finns listade i Catalogue of Life.